# Flip Flappers
Flip Flappers (フリップフラッパーズ?, Furippu Furappāzu) è una serie televisiva anime prodotta da Infinite e realizzata da Studio 3Hz, trasmessa in Giappone dal 6 ottobre al 29 dicembre 2016.

## Personaggi
Papika (パピカ?)
Doppiata da: Mao Ichimichi
Cocona (ココナ?, Kokona)
Doppiata da: Minami Takahashi
Yayaka (ヤヤカ?)
Doppiata da: Ayaka Ōhashi
Salt (ソルト?, Soruto)
Doppiato da: Kenjirō Tsuda
Toto (トト?)
Doppiato da: Sayaka Inoue
Yuyu (ユユ?)
Doppiata da: Airi Toshinō
Hidaka (ヒダカ?)
Doppiato da: Jun Fukushima
Sayuri (サユリ?)
Doppiata da: Yōko Hikasa

## Produzione
Annunciato il 25 marzo 2016 da Infinite, la serie televisiva anime, diretta da Kiyotaka Oshiyama presso Studio 3Hz, è andata in onda dal 6 ottobre al 29 dicembre 2016. Le sigle di apertura e chiusura sono rispettivamente Serendipity di Zaq e Flip Flap Flip Flap di To-Mas feat. Chima. In varie parti del mondo gli episodi sono stati trasmessi in streaming in simulcast da Anime Network, Crunchyroll e Viewster; in particolare, in America del Nord i diritti di distribuzione digitale e home video sono stati acquistati da Sentai Filmworks.

### Episodi
| Nº | Titolo italiano (traduzione letterale) Giapponese 「Kanji」 - Rōmaji | In onda          | In onda |
| Nº | Titolo italiano (traduzione letterale) Giapponese 「Kanji」 - Rōmaji | Giapponese       |         |
| 1  | Pure Input 「ピュアインプット」 - Pyua Inputto                       | 6 ottobre 2016   |         |
| 2  | Pure Converter 「ピュアコンバータ」 - Pyua Konbāta                   | 13 ottobre 2016  |         |
| 3  | Pure XLR 「ピュアXLR」 - Pyua XLR                                    | 20 ottobre 2016  |         |
| 4  | Pure Equalization 「ピュアイコライゼーション」 - Pyua Ikoraizēshon   | 27 ottobre 2016  |         |
| 5  | Pure Echo 「ピュアエコー」 - Pyua Ekō                                | 3 novembre 2016  |         |
| 6  | Pure Play 「ピュアプレイ」 - Pyua Purei                              | 10 novembre 2016 |         |
| 7  | Pure Component 「ピュアコンポーネント」 - Pyua Konpōnento            | 17 novembre 2016 |         |
| 8  | Pure Breaker 「ピュアブレーカー」 - Pyua Burēkā                      | 24 novembre 2016 |         |
| 9  | Pure Mute 「ピュアミュート」 - Pyua Myūto                            | 1º dicembre 2016 |         |
| 10 | Pure Jitter 「ピュアジッター」 - Pyua Jittā                          | 8 dicembre 2016  |         |
| 11 | Pure Storage 「ピュアストレージ」 - Pyua Sutorēji                    | 15 dicembre 2016 |         |
| 12 | Pure Howling 「ピュアハウリング」 - Pyua Hauringu                    | 22 dicembre 2016 |         |
| 13 | Pure Audio 「ピュアオーディオ」 - Pyua Ōdio                          | 29 dicembre 2016 |         |